# A Woman's Experience
A Woman's Experience è un film muto del 1918 diretto da Perry N. Vekroff. La storia, che fu sceneggiata dallo stesso regista, è tratta dal lavoro teatrale Agnes di Paul M. Potter.

## Trama
Lo zio Nicholas vorrebbe impedire ai nipoti George e Alice Roydant di andare a vivere in città, dove la vita è corrotta e piena di tentazioni. Ma la coppia, annoiata, decide di trasferirsi a New York. Ben presto George si trova coinvolto in una relazione con Attlie Damuron, un'avventuriera che non ci mette molto a ricattarlo. L'uomo, furibondo, scarica la sua rabbia su Alice che, offesa, decide di accettare le avances di Sulgrave, un loro ospite. Dopo averlo invitato a raggiungerla nella sua stanza, Alice ritorna padrona di sé stessa e, quando Sulgrave arriva, si rifiuta di farlo entrare in camera. Lui riesce a vincere la sua resistenza e, dopo aver lottato con lei, beve per errore il sonnifero che Alice si era preparata e muore. Quando George confessa alla moglie i suoi problemi con Attlie, Alice gli dice che Sulgrave si è avvelenato in camera sua. I due non sanno che pesci prendere, finché non arriva lo zio che mette tutto a posto e riporta i nipoti al paese, facendosi promettere che non se ne andranno più da casa.

## Produzione
Il film fu prodotto da Gerald F. Bacon e fu la prima produzione della Bacon-Backer Film Corp.

## Distribuzione
Il copyright del film, richiesto dall'Independent Sales Corp., fu registrato il 1º febbraio 1919 con il numero LP13354.
Distribuito dalla Independent Sales Corporation e dalla Frank G. Hall Production, il film uscì nelle sale cinematografiche USA nel gennaio 1919 dopo una prima tenuta a New York il 10 novembre 1918.